# Sadie Katz
Sadie Katz est une actrice américaine née le 13 octobre 1978 à Los Angeles.

## Carrière
En 2014, elle incarne une psychopathe dans Détour mortel 6.

## Filmographie
- Ben David : Broken Sky (2007) : La femme
- Good Guys Finish Last (2009) : Mary
- Hit List (2011) : Femme blonde # 1
- Nipples & Palm Trees (2012) : Harmony
- Triangle d'or (2013) : Cat
- House Of Bad (2013) : Sirah
- 7 Lives Xposed (2013) (saison 1 épisode 2) : Gina
- Chavez Cage Of Glory (2013) : Gia Chavez
- All American Christmas Carol (2013) : La fille du vidéoclip de musique
- Détour mortel 6 (2014) : Sally.
- Diabolical Women (2015) (saison 1 épisode 3) : Dana Sue Gray
- My Haunted House (2015) (saison 3 épisode 20) : Deanna Simpson